# Viva Las Vegas (roman)
Pour les articles homonymes, voir Viva Las Vegas.
Viva Las Vegas est un roman pour adolescents de Julie Goislard, publié chez Oskar Jeunesse en février 2010.

## Synopsis
Solange, jeune fille âgée de 14 ans, et un peu « peste », tombe amoureuse de son professeur d'anglais ; elle     
se met un jour en tête d'apporter un CD d'Elvis Presley et fait involontairement du mal à son voisin, M. Jacky, en lui volant son CD et en jetant un billet d'avion pour aller visiter la maison du « King ».
Ses parents décident donc de la punir, elle ira tous les soirs trier, ranger et classer la collection de M. Jacky. Elle déteste tout d'abord sa punition, mais Elvis sait lui montrer le droit chemin, et une certaine complicité finit par naître entre elle et M. Jacky.

## Ouvrage
Julie Goislard, Viva Las Vegas, Oskar Jeunesse, 2010,  (ISBN 9782350005225).